# Barcons
Barcons és una masia situada al municipi de Llobera, a la comarca catalana del Solsonès. Originalment del segle XII està feta de pedra i compta amb edificacions adjacents anteriorment dedicades a l'ús agrícola.